# Gamundia xerophila
Gamundia xerophila är en svampart som först beskrevs av Luthi & Röllin, och fick sitt nu gällande namn av Jørg H. Raithelhuber 1980. Gamundia xerophila ingår i släktet Gamundia och familjen Tricholomataceae.   Inga underarter finns listade i Catalogue of Life.